# Templo de Yue Fei
El Templo de Yue Fei, o como se conoce habitualmente en China, Templo Yuewang (chino simplificado: 岳王庙; chino tradicional: 岳王廟), es un templo construido en honor de Yue Fei, un general de la dinastía Song del Sur cuando la capital de China estaba en Hangzhou. Los terrenos del templo se encuentran en la ladera sur de la colina Qinxia, al norte del Lago del Oeste y en la zona central de Hangzhou.
El templo fue construido en 1221, durante la dinastía Song, para conmemorar la lealtad y patriotismo del general. El sitio, que comprende el Templo de Yue Fei, el Templo de la Lealtad y el Mausoleo de Yue Fei, fue posteriormente reconstruido varias veces. 

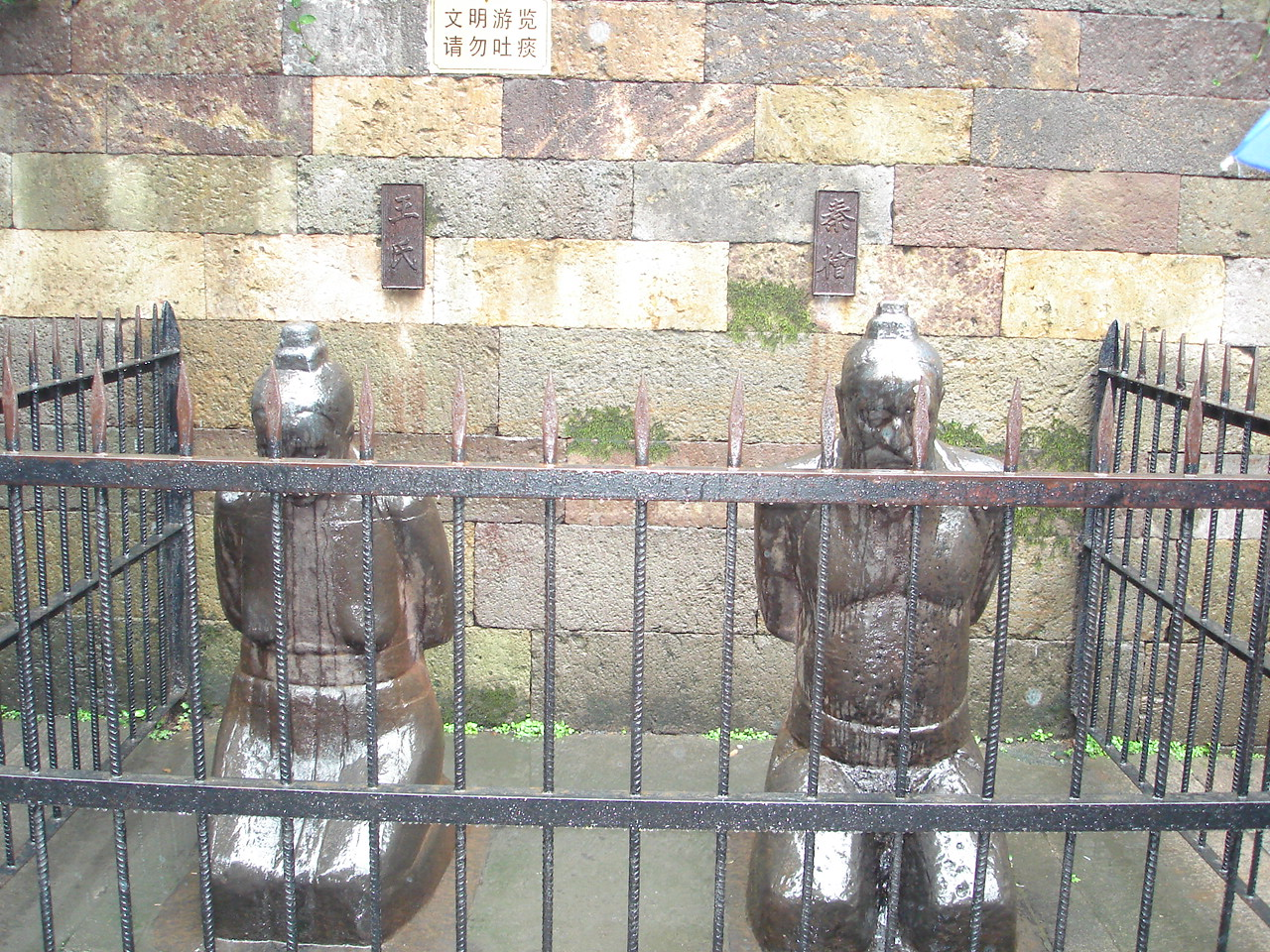
Estatuas de los "traidores" Qin Kuai (derecha, 秦檜) y la Dama Wang (izquierda, 王氏). Es costumbre que los visitantes escupan sobre ellas para mostrar su desprecio.

Alrededor de la tumba se puede observar un séquito compuesto de estatuas de piedra de caballos, tigres, ovejas y diferentes personajes a ambos lados. La tumba de su hijo mayor, Yue Yun, se encuentra unos metros al norte de esta mientras que una inscripción con el lema del general (que la historia dice que se tatuó en la espalda) está grabada en el muro de la parte trasera de las tumbas: "sirve a la patria con absoluta lealtad". Entre las estatuas destacan, aparte de la del propio Yue Fei, las cuatro figuras de hierro, de rodillas y con las manos atadas, de los considerados traidores a la patria que instigaron la muerte del póstumamente rehabilitado general.  Las tumbas y las esculturas que las acompañan están todas datadas en el siglo XII y han sido meticulosamente restauradas.
El templo fue reconocido en 1961 por el Consejo de Estado chino como un monumento nacional merecedor de protección. El 24 de junio de 2011, éste y otros elementos que conforman el paisaje cultural del Lago del Oeste en Hangzhou fueron declarados Patrimonio de la Humanidad por la Unesco.

## Galería
|                     |
| Entrada del templo. |

|                   |
| Tumba de Yue Fei. |

|  |
|  |

|  |
|  |

|                     |
| Estatua de Yue Fei. |